# 5-й Сибирский армейский корпус

А. И. Косич с Николаем II перед отправкой войск на Русско-Японский ТВД. Златоуст 30 июня 1904 года.

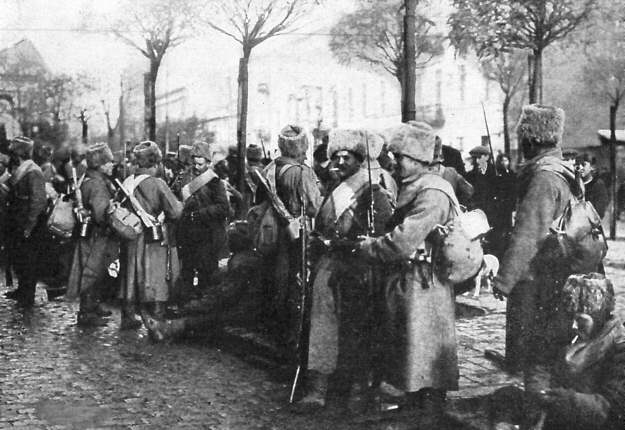
Русские солдаты в Варшаве, возможно из состава корпуса, 1914 год.

5-й сибирский армейский корпус (5 Сиб. ак) — формирование (соединение, армейский корпус) Русской армии.
Соединение сформировано, в 1904 году, из 54-й резервной бригады Казанского военного округа, развёрнутой в корпус, состоящий из двух дивизий, на время русско-японской войны 1904 — 1905 годов.
Управление корпуса сформировалось на базе штаба 54-й резервной бригады. Дивизии корпуса получили номера 54-й и 71-й пехотных.
В 1910 был вновь сформирован.

## Состав

### июль 1904 года
- управление
- 54-я пехотная дивизия
  - 1-я бригада
    - 213-й Оровайский пехотный полк (г. Пенза).
    - 214-й Мокшанский пехотный полк (г. Златоуст).

  - 2-я бригада 
    - 215-й Бузулукский пехотный полк (г. Самара)[2].
    - 216-й Инсарский пехотный полк (г. Пенза).
- 71-я пехотная дивизия
  - 1-я бригада 
    - 281-й Дрисский пехотный полк
    - 282-й Черноярский пехотный полк

  - 2-я бригада 
    - 283-й Бугульминский пехотный полк
    - 284-й Чембарский пехотный полк.

### 18 июля 1914 года
- управление
- 3-я Сибирская стрелковая дивизия
  - 1-я бригада
    - 9-й Сибирский стрелковый полк
    - 10-й Сибирский стрелковый полк

  - 2-я бригада
    - 11-й Сибирский стрелковый полк
    - 12-й Сибирский стрелковый полк

  - 3-я Сибирская стрелковая артиллерийская бригада
- 6-я Сибирская стрелковая дивизия
  - 1-я бригада
    - 21-й Сибирский стрелковый полк
    - 22-й Сибирский стрелковый полк

  - 2-я бригада
    - 23-й Сибирский стрелковый полк
    - 24-й Сибирский стрелковый полк

  - 6-я Сибирская стрелковая артиллерийская бригада
- 5-й Сибирский мортирно-артиллерийский дивизион
- 3-й Сибирский сапёрный батальон
- 7-й Сибирский сапёрный батальон

## Боевые действия в Первой мировой войне
Управление корпуса прибыл на фронт в конце октября 1914 года, после чего в корпус вошли 50-я и 79-я пехотные дивизии. При этом входившие в корпус до войны 3-я Сибирская стрелковая дивизия и 6-я Сибирская стрелковая дивизия сначала действовали отдельно.
В октябре 1914 года — январе 1915 года корпус входил в состав 1-й армии, в феврале — сентябре 1915 года — в состав 2-й армии и действовал на Северо-Западном фронте, а с августа 1915 года — на Западном фронте. 
В сентябре 1915 года — феврале 1916 года корпус входил в состав 4-й армии и действовал на Западном фронте.
В марте-апреле 1916 года корпус входил в состав 12-й армии, в апреле-мае 1916 года — в состав 6-й армии и действовал на Северном фронте. 
В июне 1916 года корпус входил в состав 8-й армии, в июле 1916 года — декабре 1917 года — в состав 11-й армии и действовал на Юго-Западном фронте.
6-я Сибирская стрелковая дивизия отличилась в сражении на Стыри летом 1916 года.

## Командиры
- 01.06.1904-05.05.1906 — генерал-лейтенант Дембовский, Леонид Матвеевич
- 19.06.1910-07.08.1911 — генерал-лейтенант Подвальнюк, Николай Иванович
- 22.09.1911-28.12.1913 — генерал-лейтенант (с 14.04.1913 г. - генерал от инфантерии) Саввич, Павел Сергеевич
- 28.12.1913-08.02.1914 — генерал-лейтенант Сычевский, Аркадий Валерианович
- 08.02.1914-22.12.1914 — генерал-майор (с 06.04.1914 генерал-лейтенант) Сидорин, Леонтий Леонтьевич
- 22.12.1914-12.04.1917 — генерал-лейтенант Воронов, Николай Михайлович
- 12.04.1917-26.11.1917 — генерал-лейтенант Турбин, Александр Фёдорович
- xx.11.1917-xx.02.1918 — капитан Тодорский, Александр Иванович

## В составе (период)
5-й Сибирский армейский корпус входил в состав следующих формирований:
- Приамурский военный округ (18 июля 1914)
- 1-я армия (22.10.1914 — 23.01.1915)
- 2-я армия (17.02.1915 — 1.09.1915)
- 4-я армия (18.09.1915 — 1.02.1916)
- 12-я армия (3.03.1916)
- 6-я армия (3.04 — 1.05.1916)
- 8-я армия (20.06.1916)
- 11-я армия (1.07.1916 — 1917)